# House of Protection
House of Protection es una banda de rock electrónico estadounidense que se formó en Los Ángeles, California en 2024. La banda está conformada por Stephen Harrison y Aric Improta tras dejar Fever 333 en 2022. Actualmente tienen contrato con Red Bull Records.

## Historia
Stephen Harrison y Aric Improta se conocieron en 2017 como miembros de la banda de rock Fever 333. Harrison fue guitarrista de The Chariot e Improta también es baterista de Night Verses. En octubre de 2022, Harrison e Improta anunciaron su salida conjunta de Fever 333. En abril de 2024, se informó que Harrison e Improta habían formado una nueva banda, House of Protection, y que habían firmado con Red Bull Records. El nombre de la banda se inspiró en el álbum Protection de Massive Attack de 1994, y también para indicar que el proyecto protegería su creatividad. Aunque ninguno de los dos había sido vocalista principal previamente, decidieron compartir las funciones vocales en House of Protection.
Su sencillo debut, "It's Supposed to Hurt", se lanzó el 30 de abril de 2024, junto con un video musical oficial. La canción fue producida por Jordan Fish, exmiembro de Bring Me the Horizon, y también en colaboración con Nick DePirro, quien toca con Improta en Night Verses. "It's Supposed to Hurt" formó parte de la banda sonora del videojuego WWE 2K25. Su segundo sencillo, "Learn to Forget", se lanzó el 7 de junio de 2024. Su tercer sencillo, "Being One", se lanzó el 27 de junio de 2024, junto con un video musical oficial dirigido por Kevin Garcia, influenciado por la película Koyaanisqatsi de 1981. El 9 de agosto de 2024, la banda lanzó el sencillo "Pulling Teeth". El video musical del sencillo fue filmado en Ahmedabad, India, con la banda interpretando la canción al pie de un "muro de la muerte" mientras conductores especialistas en motocicletas y automóviles conducían alrededor de ellos.
El EP debut de House of Protection GALORE se lanzó el 13 de septiembre de 2024 a través de Red Bull Records. El EP de seis canciones fue producido por Fish.
El 18 de febrero de 2025, el dúo lanzó "Afterlife", el sencillo principal de su segundo EP Outrun You All cuyo lanzamiento está previsto para el 23 de mayo de 2025 en Red Bull Records. El 26 de febrero de 2025, se lanzó el sencillo de Architects, "Brain Dead", con la colaboración de House of Protection. El sencillo forma parte del álbum The Sky, the Earth & All Between de Epitaph Records. El 1 de abril de 2025, el dúo será telonero de Poppy en la gira estadounidense They're All Around Us. En el verano de 2025, tocarán en festivales como Rock for People en la República Checa, Download Festival en el Reino Unido y Festival de Reading y Leeds en Inglaterra. Ellos junto con Wage War serán teloneros de Architects en su gira europea de 2025, que comenzará en Múnich el 1 de octubre de 2025.

## Miembros
- Stephen Harrison – voz, guitarra (2024-presente)
- Aric Improta – voz, batería (2024-presente)

## Discografía
EPs
- 2024: GALORE
- 2025: Outrun You All

Sencillos
- "It's Supposed to Hurt" (2024)
- "Learn to Forget" (2024)
- "Being One" (2024)
- "Pulling Teeth" (2024)
- "Afterlife" (2025)
- "I Need More Than This" (2025)

Colaboración
- "Brain Dead" (con Architects) (2025)